# Дюкло, Анри Луи
Анри Луи Дюкло (фр. Henri-Louis Duclos; 1 февраля 1816, Сен-Жирон — 8 апреля 1900, Париж) — французский историк и краевед.
Получил богословское образование. Преподавал в гимназии в Памье. В 1840 г. рукоположён во священники, перебрался в Париж. С 1867 г. викарий парижской Церкви Мадлен. В 1870—1897 гг. настоятель церкви Сент-Эжен в IX округе Парижа.
Опубликовал двухтомный труд об аббатстве Ройомон — «История Ройомона, его основание Людовиком Святым и его влияние на Францию» (фр. Histoire de Royaumont, sa fondation par Saint-Louis et son influence sur la France; 1867) — и двухтомный очерк истории департамента Арьеж, включающий сведения о различных связанных с ним людях (фр. Histoire des Ariégeois : comté de Foix et vicomté de Couserans; 1881—1887). Определённое значение имела также книга Дюкло «Госпожа де Ла Вальер и Мария-Тереза Австрийская, жена Людовика XIV» (фр. Madame de La Vallière et Marie-Thérèse d'Autriche, femme de Louis XIV; 1869), в составе которой был опубликован ряд неизданных документов. Помимо этого, Дюкло также написал ряд публицистических работ религиозного содержания, в том числе «Христианство и практическая жизнь» (фр. Le christianisme et la vie pratique; 1857—1858), и подготовил к публикации избранные главы из мемуаров Андре Морелле (1893).
Действительный член Исторического института Франции (1867) и Исторического общества Парижа и Иль-де-Франс (1874).
Библиотека и архив Дюкло были переданы им в дар родному городу и хранятся в городской библиотеке Сен-Жирона.